# Adán Sánchez (cantante)
Adán Santos Sánchez Vallejo (Torrance, California, 14 de abril de 1984-Sinaloa, 27 de marzo de 2004), conocido como Adán Sánchez, o Adán Chalino Sánchez, fue un cantante mexicanoestadounidense. Se especializó en el género de música regional mexicana.

## Biografía y carrera

### Primeros años
Adán Santos Sánchez Vallejo nació el 14 de abril de 1984 en Torrance, California, siendo hijo del cantante mexicano Chalino Sánchez y Marisela Vallejos Félix. Tuvo una hermana llamada Cynthia Sánchez Vallejo.
Comenzó a desarrollar un gran gusto por el canto y la música al ser influenciado por sus padres, empezando a cantar aproximadamente a los siete años de edad. La familia residió en México hasta el 16 de mayo de 1992, cuando Chalino fue secuestrado y asesinado después de dar un concierto en el estado de Sinaloa. Adán tenía apenas ocho años cuando esto sucediera. Junto a su madre y hermana, sepultaron a Chalino en el Panteón Los Vasitos ubicado en Culiacán, Sinaloa y después emigraron a Paramount, California, Estados Unidos.

### Trayectoria musical
Pese a lo sucedido, la pasión musical de Adán no desapareció, pues adoptaría el nombre de Adán Chalino Sánchez para honrar la memoria de su progenitor y aunque no tenía la suficiente afinación para interpretar canciones cuando hacía presentaciones, poco a poco lograría mejorar hasta llegar a conseguir una fuerte base de seguidores locales conformada por adolescentes mexicano estadounidenses. De esta manera en 1994 con diez años de edad y apodado «el compita», grabaría su primer álbum titulado Soy el Hijo de Chalino. Hubo una notable diferencia entre su padre y él, pues Chalino se distinguía por aparecer portando armas y por sus famosos corridos que hablaban en su mayoría sobre el narcotráfico, y Adán en su lugar adoptaría una imagen de ídolo adolescente romántico, tranquilo y elegante, aunque también hizo grabaciones cantando algunos corridos sobre temas relacionados con el crimen organizado. Esto a pesar de que su madre tratara de prohibirle cantar ese tipo de corridos, aunque después accedería debido al gusto que Adán tenía por ellos y por su forma precavida al interpretarlos para evitar situaciones que lo pusieran en riesgo. Mientras iba creciendo y mejorando su canto, continuo realizando álbumes hasta concluír la década de los noventa, estos incluyeron; Dios Me Nego y Adiós Amigo Del Alma ambos de 1995, El Compita de 1996 y Claveles De Enero de 1997.
Después de tres años de inactividad, Sánchez volvería en el 2000 con el álbum La Corona de Mi Padre. Durante su transformación de adolescente a adulto, sus grabaciones de álbumes no cesaron y siguió realizando material, lanzando Te Vengo a Ver en 2001, Homenaje a Mi Padre y Siempre y Para Siempre lanzados en 2002 y Un Sonador y Canta Corridos en 2003. Logró compartir escenario junto al cantante Lupillo Rivera, con quién además tenía una buena amistad al igual que con la hermana de Lupillo también cantante, Jenni Rivera. A manera de homenaje, Jenni mencionó en su canción «Cuando Muere una Dama» la frase «Ya me voy a otro concierto, voy a cantar con Adán. Un dueto tengo pendiente por allá con su papá» aludiéndolo a él y a su padre. En cambio, su mamá y esposa de Chalino, Marisela Vallejos, declararía no querer a ninguno de los miembros de la familia Rivera mencionando su descontento con ellos y específicamente con Pedro Rivera, quién en palabras dichas por ella «se adjudica el éxito de su fallecido esposo».
El 20 de marzo de 2004, Sánchez dio un concierto e hizo historia al convertirse en el artista principal más joven y el primer cantante de regional mexicano en agotar entradas y vender por completo el Kodak Theatre ubicado en Hollywood. Alrededor de 3600 personas asistieron al evento que en un principio estaba dudoso en realizarse pues los organizadores no creían que fuese a lograr tener tanto éxito. Las canciones que interpretó durante su presentación fueron: «Necesito un amor», «Morenita», «Paloma negra», «Fui tan feliz», «Y dicen», «Me canse de morir por tu amor» y un popurrí de algunos de los grandes éxitos de su padre Chalino, acompañado por imágenes de él proyectadas en pantallas gigantes sobre el escenario.

## Muerte
Una semana después de su concierto en el Kodak Theatre, Sánchez se encontraba realizando un viaje promocional por Sinaloa, México junto a su manáger, un amigo suyo y el conductor, el 27 de marzo de 2004, cuando una llanta del Ford Crown Victoria 1989 en el que viajaban se reventara y provocara que el automóvil se volcara. Los tres acompañantes que iban con él sobrevivieron teniendo solo algunas lesiones, pero Adán, quién no llevaba el cinturón de seguridad, sufrió graves heridas en la cabeza y murió instantáneamente teniendo apenas 19 años de edad. La coincidencia entre su muerte y la de su padre Chalino en el mismo estado conocido por sus carteles de droga y violencia, alimentó especulaciones de que el accidente automovilístico en realidad no había sido un accidente, pero la policía declararía que no había indicios de manipulación que provocaran el incidente y también aclararía que se suscitó entre Rosario y Escuinapa, a unos 750 kilómetros al noroeste de México.

### Funeral
Su cuerpo fue primeramente llevado a la Funeraria San Fernando en Escuinapa, después a la Funeraria Moreh Inhumaciones en Culiacán donde fue velado por unas horas y finalmente trasladado a Los Ángeles, Estados Unidos, para hacerle otros eventos funerales. Ya en ese país, el 1 de abril se le realizó una misa nocturna en la iglesia St John of God ubicada en Norwalk, California a la que asistieron un estimado de 15,000 jóvenes fanáticos de Sánchez que llevaban rosas blancas y esperaban formados desde muy temprano fuera de la iglesia en una fila que se llegó a extender por varias cuadras de la ciudad y amenazaba con abrumar a los 200 agentes del alguacil del condado de Los Ángeles y a los oficiales de la Patrulla de Caminos de California que se solicitaron para mantener el orden. Como Sánchez no era muy conocido entre las autoridades de habla inglesa, la policía local subestimó enormemente su base de fanáticos y no estaban preparados para el número de asistentes que llenaron las calles para acudir al servicio. Cuando el coche fúnebre que contenía los restos del cantante comenzaba a ganar velocidad al pasar entre la multitud con el fin de poder llegar a la iglesia, sus seguidores intentaron ingresar a la fuerza y comenzaron a golpear la puerta de la parroquia suplicando que los dejaran entrar. La visitación de su cuerpo debía comenzar a las 9 de la noche, pero cuando la multitud comenzó a hacerse cada vez más grande, se adelantó tres horas y se permitió la entrada a las 6. Aparentemente, decenas de personas lograron verlo antes de las 8, cuando se detuvo la visitación para que pudiera comenzar el servicio privado. La oportunidad de poder ver a Adán por última vez se pensaba reanudar a las 9, pero esto se canceló a petición de la familia de Sánchez.
Los ayudantes del alguacil y los directores de funerarias se preocuparon cada vez más por el tamaño de la multitud. Cuando el director de la funeraria que estaba a cargo de los arreglos anunció que la visitación no se reanudaría a las 9, los fanáticos comenzaron a avanzar alborotadamente y corrieron hacia la iglesia para intentar verlo. Varias personas fueron detenidas después de que comenzaran a sacudir los vehículos que pasaban, volcar baños portátiles y arrojar botellas a las autoridades, quienes vestían con equipo antidisturbios y portaban pistolas de perdigones. El portavoz del alguacil, Steven Whitmore, declaró que el departamento se estaba preparando para otra multitud masiva en una misa fúnebre para el cantante que se realizaría a las 9 de la mañana en un lugar no revelado.
La tía de Sánchez, Juanita Sánchez, diría lo siguiente mientras lloraba por lo acontecido:

«Adán no habría querido que la gente se comportara así. Simplemente le causa más dolor a la familia.»

Sus restos finalmente serían cremados y conservados por su madre en su hogar ubicado en Los Ángeles.

## Legado y lanzamientos póstumos
Su primer álbum póstumo fue lanzado el mismo año en que falleció y se título, Amor y Lagrimas. Con el tiempo, se fueron liberando varias recopilaciones musicales, DVDs, interpretaciones en vivo e incluso canciones modificadas donde cantaba con otros artistas incluido su padre. Estos trabajos fueron; En Sus Inicios, Vol. 2, Mi Historia y Mis Verdaderos Amigos, los tres de 2004, seguidos por; Si Dios Me Lleva Con El de 2005, y finalmente; El Unico, Los Inmortales, En Vivo y Recordando a Adan Sánchez «El Compita», los cuatro de 2006.
Una estatua en su memoria fue colocada frente a una estación de radio y televisión en Burbank, California. En 2009, se realizó una obra de teatro titulada Always & Forever por Michael Patrick Spillers que dramatizaba el impacto de la muerte de Sánchez en un grupo de jóvenes del Sur de Los Ángeles y examinaba varios aspectos de la cultura mexicano-americana como las fiestas de quinceañeras y Jesús Malverde, considerado como el santo de los narcos.